# سایبرایجنت
سایبرایجنت (انگلیسی: CyberAgent) شرکت الکترونیک ژاپنی است، که در سال ۱۹۹۸ تأسیس شد.